# آنمونین
آنمونین (به انگلیسی: Anemonin) یک ترکیب شیمیایی با شناسه پاب‌کم ۱۰۴۹۶ است. شکل ظاهری این ترکیب، جامد بی رنگ، بی بو است.